# Harry Dean Stanton
Harry Dean Stanton (født 14. juli 1926, død 15. september 2017) var en amerikansk filmskuespiller og sanger. Han var kendt fra film som Alien, Paris, Texas og Den grønne mil.